# Vila Vladislava Vepřovského
Vila Vladislava Vepřovského je zaniklá vila v Praze 5-Hlubočepích v lokalitě vilové čtvrti Barrandov, která stála v ulici Pod Ateliéry. Byla zbořena v lednu 2009 a na jejím místě postaven objemově větší bytový dům.

## Historie
Pozemky v ulici Pod Ateliéry původně patřily staviteli Václavu Havlovi, který si na nich chtěl vystavět svou rezidenci. Poslední architektonický návrh poslal Vladimír Grégr roku 1941 již z vězení. Část těchto pozemků Václav Havel ještě roku 1940 odprodal MUDr. Vladislavu Vepřovskému, který si zde postavil stylovou vilu od architekta a stavitele Václava Urbana. Ing. Havlovi byly po roce 1948 zdejší pozemky zabaveny.

## Po roce 1989
Roku 2007 prodali majitelé vilu s pozemky soukromému investorovi, který dal dům v lednu 2009 zbořit. Na jeho místě včetně zahrady postavil objemově několikanásobně větší bytový dům.